# Émetteur d'Allouis
L'émetteur d'Allouis est un émetteur de radiodiffusion et de signaux horaires situé dans la commune d'Allouis, dans le département du Cher, en France, qui diffusait les programmes de France Inter en grandes ondes (1 852 mètres, 162 kHz) jusqu'au 31 décembre 2016. Depuis lors, il diffuse uniquement les signaux horaires du Temps Légal Français en modulation proche du DCF77.
Son indicatif officiel est FLE.
L'antenne comprend deux pylônes de 354 mètres de haut qui font partie des plus hautes structures existant actuellement dans le pays depuis le démantèlement de l'émetteur Oméga de Chabrier, à La Réunion. L'indication du village d'Allouis pendant plusieurs décennies sur les postes de radio a fait la réputation de cette localité dans l'Europe entière. Le centre émetteur d'Allouis est géré par la société TDF, première société européenne de télédiffusion. 
La puissance de l'émetteur d'Allouis lui permet d'assurer une couverture de tout le territoire national et au-delà, même dans des enceintes confinées. Cette capacité lui confère un caractère stratégique. Jusqu'au 31 décembre 2016, il constituait le canal officiel pour obtenir des informations en cas de catastrophe, avec le réseau France Bleu et les stations locales de RFO.

## Histoire
L'émetteur d'Allouis est entré en service en septembre 1938 (inauguré en octobre 1939) en tant qu'émetteur central des grandes ondes en France. Il était alors composé d'une antenne de quatre mâts de 250 m et de deux émetteurs de 450 kW. Dès sa mise en service, l'émetteur diffuse le poste national Radio-Paris. L'émetteur de Saint-Rémy-l'Honoré, situé dans la région parisienne et qui diffusait cette radio précédemment est conservé comme site de secours.
Durant la Seconde Guerre mondiale, en raison de l'article 14 de la convention d'armistice du 22 juin 1940, l'émetteur cessa sa diffusion. Puis, situé en zone nord en vertu du tracé de la ligne de démarcation décidée selon l'article 2 de cette convention, il fut utilisé par les Allemands pour diffuser leurs émissions, mais aussi pour brouiller les émissions de Radio Londres. Dans la nuit du 9 au 10 mai 1942, Henri Clastère et Paul Bodhaine, parachutistes du BCRA, réalisent l'opération Pilchard en détruisant l'antenne. Il fallut douze jours de réparation pour que l'antenne soit remise en état d'émettre.
Les Allemands dynamitèrent le site lors de leur retrait, le 17 août 1944. Le centre émetteur ayant été totalement détruit, sa reconstruction dura huit ans,.
L'émetteur fut reconstruit, notamment par la société Joseph Paris de Nantes pour le pylône, et mis en service par la Société française radio-électrique, le 19 octobre 1952,, avec un nouvel émetteur d'une puissance de 250 kW et une antenne d'une hauteur de 308 m,.
La puissance d'émission fut portée, en 1957, à 500 kW par la mise en service d'un deuxième émetteur de 250 kW, puis à 1 100 kW par celle d'un troisième émetteur de 600 kW (le 1er juillet 1967).
Un deuxième mât de 354 m fut mis en service le 15 novembre 1973. Le premier pylône fut rehaussé à 354 m (chaque pylône pèse 600 tonnes) et la puissance fut portée à 2 000 kW en 1974 (réduite à 1 000 kW la nuit).
Les deux anciens émetteurs de 250 kW furent remplacés par un seul de 1 000 kW, de conception plus moderne, inauguré le 2 avril 1981, l'émetteur de 600 kW restant en réserve.
Dans les années 1970, il fut un temps envisagé d'installer un centre émetteur secondaire à Lury-sur-Arnon, pour assurer la diffusion nocturne de France Inter, ce qui aurait facilité l'organisation de la maintenance de l'émetteur d'Allouis. Ce projet très coûteux a été abandonné.
Entre 1939 et 1997, le centre d'émission d'Allouis était aussi utilisé pour la diffusion radiophonique en ondes courtes. Les antennes ont été démontées après la réalisation du programme ALLISS à Saint-Aoustrille près d'Issoudun. Au plus fort de cette activité, le centre ondes courtes disposait de quatre émetteurs de 100 kW et d'un émetteur de 4 kW. La zone d'émission s'étendait essentiellement sur l'Europe occidentale et orientale, ainsi que l'Afrique du Nord.
Le centre ondes courtes a aussi diffusé France Inter, jusqu'en septembre 1981, avec un émetteur de 100 kW, pour les auditeurs métropolitains, non couverts par la diffusion en FM et recevant mal les signaux ondes moyennes ou ondes longues.
Paradoxe des ondes courtes, la couverture d'un émetteur ondes courtes de 100 kW était équivalente à celle de la diffusion grandes ondes à 2 000 kW.
Radio France ayant décidé de mettre fin à son contrat avec TDF, l’émetteur cesse la diffusion de France Inter grandes ondes le 31 décembre 2016. Cet arrêt qui semble programmé dans le cadre d'économies budgétaires, a fait l'objet d'une pétition, et d'une question écrite au Gouvernement — adressée à Fleur Pellerin, ministre de la Culture et de la Communication et restée sans réponse — déposée à l'Assemblée nationale, le 25 août 2015, par le député Michel Destot. D'autres questions écrites ont suivi : Romain Colas, no 100299 JO du 1er novembre 2016 ; André Chassaigne, no 101610 JO du 27 décembre 2016 ; Christophe Premat, no 101611 JO du 27 décembre 2016. 
À l'automne 2016, quelques semaines avant l'arrêt de la diffusion de France Inter, l'Agence nationale des fréquences (ANFR) a indiqué qu'elle poursuivrait l'utilisation de l'émetteur pour la diffusion des signaux horaires, car ces derniers sont nécessaires à de nombreux utilisateurs (voir ci-après). À l'issue d'essais effectués début 2017, la puissance du signal est fixée à 1 100 kW.
Depuis le 7 janvier 2020 à 12 h 00, la puissance de diffusion du signal horaire a été ramenée de 1 100 kW à 800 kW.
Du 22 octobre 2024 jusqu’au 3 décembre à 8 heures, l'ANFR effectue des tests de réduction de puissance de 800 kW à 675 kW. Cette réduction a lieu par phases pour empêcher la désynchronisation des horloges pendant les tests.

## Technique

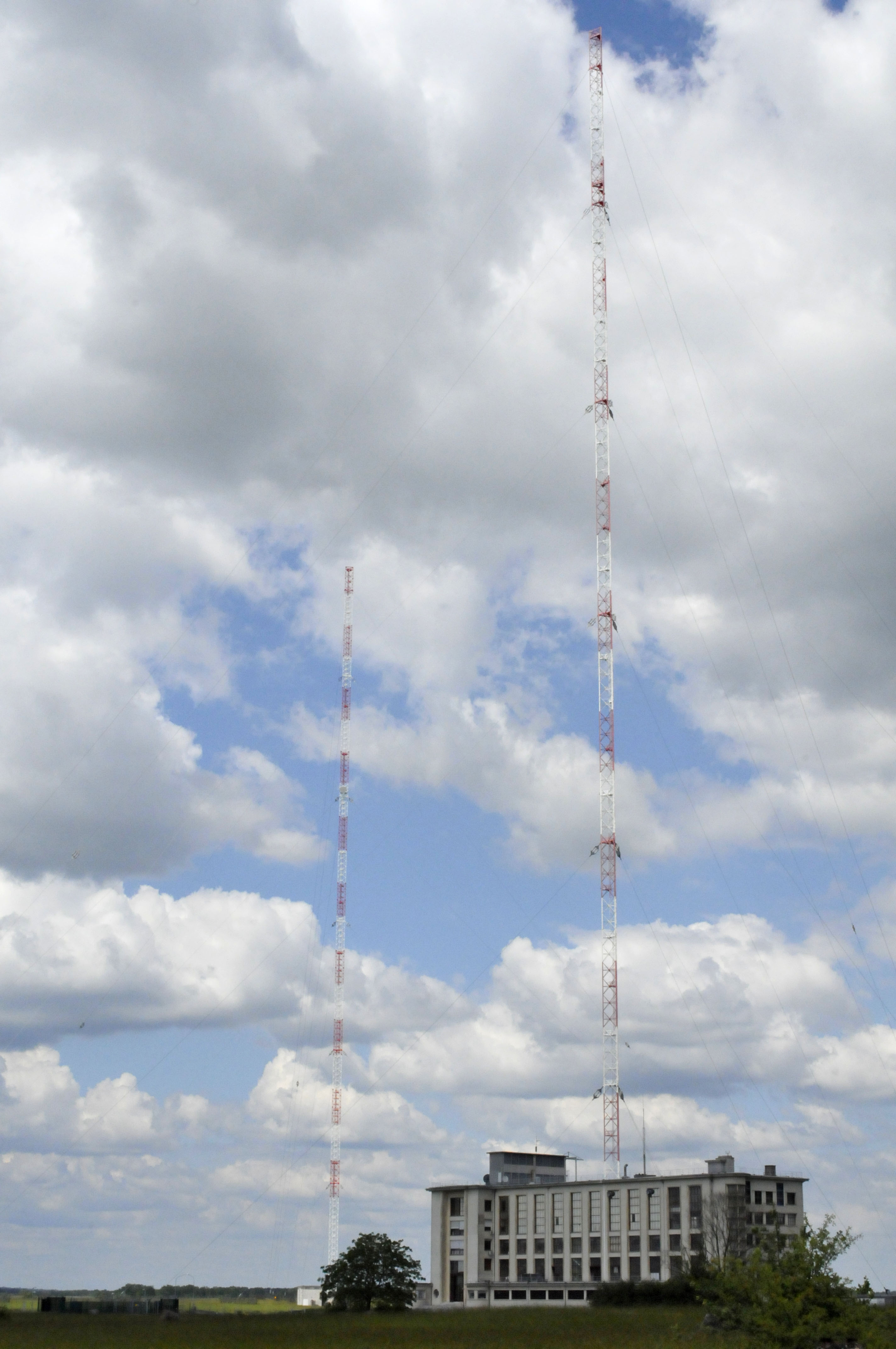
Vue du centre émetteur d'Allouis en grandes ondes et des deux pylônes de 354 mètres.

### Émetteur de radiodiffusion
Jusqu'à fin 2016, Allouis émet en permanence en ondes longues (grandes ondes) sur une longueur d'onde de 1 852 mètres (162 kHz) avec une puissance de 2 000 kW (réduite à 1 000 kW la nuit) (de 17 h à 5 h en horaire d'hiver, de 19 h à 4 h en horaire d'été), sauf lors des coupures de maintenance de 0 h 5 à 3 h 58 tous les mardis. La radiodiffusion est transmise en modulation d'amplitude (AM). Le signal provient de Paris par ligne téléphonique spéciale. Une ligne de secours vient également d'Issoudun où le signal de France Inter arrive par le réseau national des faisceaux hertziens de TDF.
L'amplification de puissance était assurée jusqu'au début des années 2000 par des tubes électroniques de puissance refroidis à l'eau selon les procédés supervapotron (refroidissement par vaporisation d'eau) et hypervapotron (refroidissement par un fort débit d'eau restant à l'état liquide).
La maintenance est assez lourde et nécessite l'arrêt de l'émetteur pendant quelques heures, généralement la nuit pour remplacer d'éventuels composants. Cette partie de l'émetteur a été modernisée en 2002 :  les blocs émetteurs à tubes ont été remplacés par de nouveaux équipements de Thales Broadcast Multimédia, utilisant une technologie de radiodiffusion entièrement transistorisée (modules de puissance à semi-conducteurs, étages finaux à MOSFET). Il s'agit des blocs S7HP (« family of high-power, DRM-ready, long and medium-wave solid-state transmitters ») offrant au moins la même puissance de diffusion.

### Signaux horaires du Temps Légal Français[22]
Depuis 1977, l'émetteur d'Allouis assure la transmission de signaux horaires à partir d'une horloge atomique,, installée dans le bâtiment principal. Elle prend moins d'une seconde d'erreur en un million d'années,. Les signaux horaires sont émis en modulation de phase. Leur format de transmission est proche de celui du DCF77. Le signal émis présente l'avantage d'une meilleure réception à l'intérieur des bâtiments que d'autres, tels les signaux GPS ou les signaux de téléphonie mobile.
Les signaux horaires permettent d'accéder à l'heure légale française et de synchroniser près de 200 000 horloges sur tout le territoire métropolitain,,,. Des modules de réception sont commercialisés dans ce but.
Le financement et la maintenance du système sont assurés depuis 2004 par France Horlogerie - Industries du Temps et des microtechniques (FH-ITM) (ex CFHM : Chambre française de l'horlogerie et des microtechniques). Ces signaux horaires sont ainsi largement utilisés dans des secteurs clés de l'industrie exigeant une fiabilité de synchronisation : production et distribution d'électricité, transports aériens, ferroviaires, routiers ainsi que pour la gestion de l'éclairage public, la synchronisation des feux tricolores de carrefours, les horodateurs, etc.,,.
À la suite de l'arrêt de la diffusion de France Inter, l'ajustement des paramètres de diffusion du signal horaire seul est réalisé par des tests effectués, dès début 2017, sous l'égide de l'ANFR, en lien avec TDF, FH-ITM (ex CFHM) et les usagers du signal. Depuis février 2020, les signaux horaires sont diffusés avec une puissance de 800 kW, et des tests ont lieu avec une puissance inférieure. 
Le signal horaire, appelé ALS162, diffuse le Temps Légal Français sur l'ensemble du territoire.

## Perturbations
Dans la région et notamment dans les communes de Mehun-sur-Yèvre et de Foëcy, il fut pendant très longtemps très difficile d'établir des liaisons téléphoniques fixes : dans quasiment tous les foyers les abonnés entendaient leur(s) correspondant(s) et France Inter simultanément. Pour remédier à ce problème, les ingénieurs TDF ont dû mettre au point et utiliser la numérisation des signaux téléphoniques. Depuis ces modifications, plus aucune perturbation des lignes téléphoniques fixes par l'émetteur d'Allouis n'est à déplorer.
Avant la mise en service du deuxième pylône et le rehaussement du premier (en 1973-1974), il était fréquent dans la région proche d'Allouis, de ne pouvoir capter que France Inter sur toute l'étendue des grandes ondes ou ondes longues.